# Saint-Méen-le-Grand
Saint-Méen-le-Grand (bretonsko Sant-Meven) je naselje in občina v severozahodnem francoskem departmaju Ille-et-Vilaine regije Bretanje. Leta 2009 je naselje imelo 4.350 prebivalcev.

## Geografija
Kraj leži v pokrajini Bretaniji 43 km severozahodno od Rennesa.

## Uprava
Saint-Méen-le-Grand je sedež istoimenskega kantona, v katerega so poleg njegove vključene še občine Bléruais, Le Crouais, Gaël, Muel, Quédillac, Saint-Malon-sur-Mel, Saint-Maugan in Saint-Onen-la-Chapelle z 9.861 prebivalci.
Kanton Saint-Méen-le-Grand je sestavni del okrožja Rennes.

## Zanimivosti
- opatija sv. Mevenna, prvotno Saint-Jean-de-Gaël, ustanovljena okoli leta 600, s cerkvijo iz 11. stoletja,
- muzej Louison Bobet, imenovan po kolesarju, trikratnemu zmagovalcu kolesarske dirke po Franciji (1953-55),
- mestna hiša,
- Hiša Sester brezmadežnega spočetja.

## Pobratena mesta
- Haltwhistle (Anglija, Združeno kraljestvo),
- Valentano (Lazio, Italija).